# Ponui Island / Chamberlins Island
Ponui Island / Chamberlins Island ist eine Insel im Hauraki Gulf östlich von Auckland in Neuseeland. Sie liegt im Südosten der Insel Waiheke Island, am Ostende der Tāmaki Strait, die die Insel von den Hunua Ranges auf dem Festland trennt. 

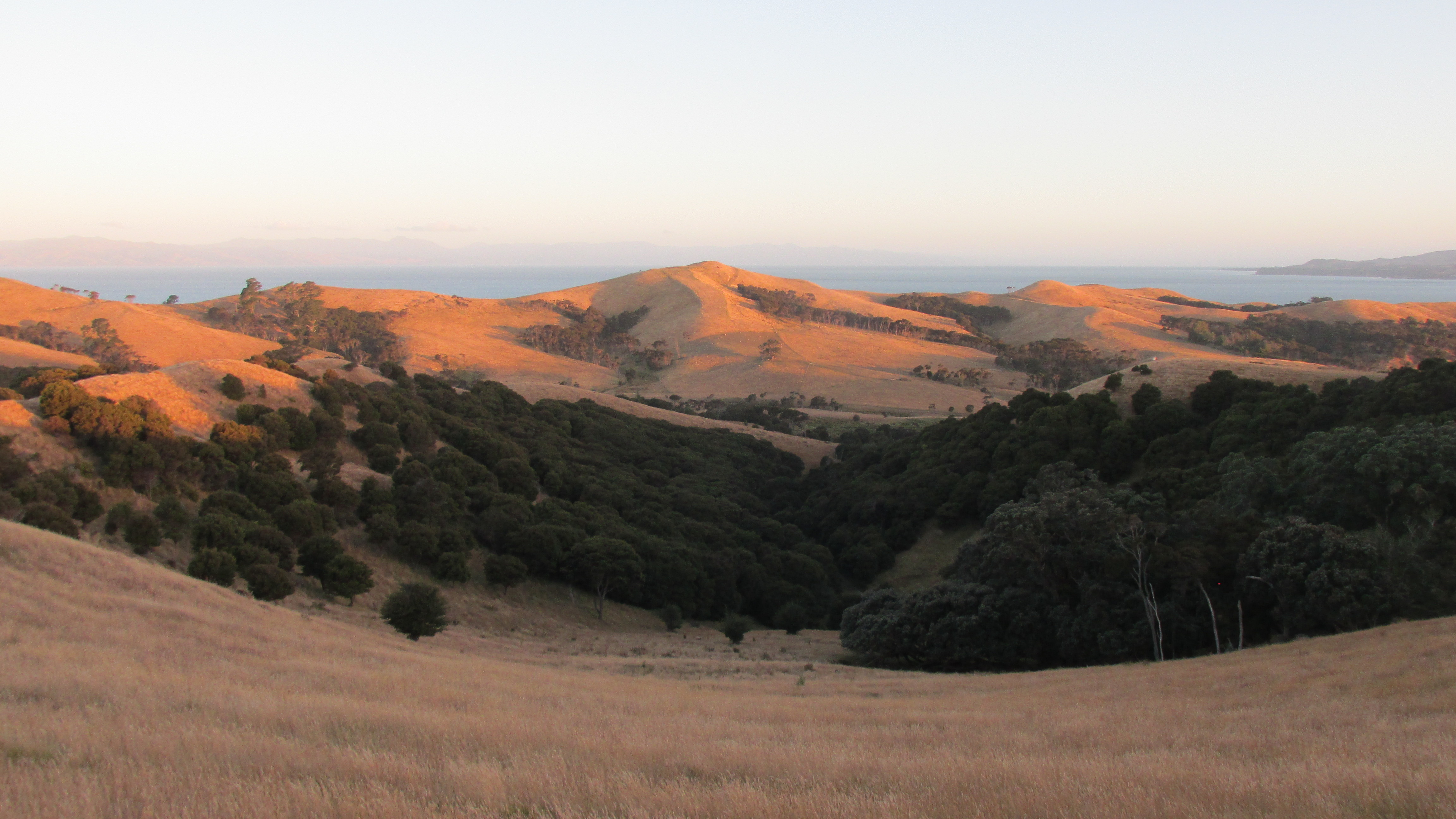
Ponui Island (2017)

Die Insel ist nahezu unbewohnt, 2001 bewohnten 9 Personen die 18 km² große Insel. Die Insel ist in drei Parzellen Farmland unterteilt, die verschiedenen Eigentümern gehören. Hauptsächlich werden Schafe gezüchtet. Die Familie Chamberlin betreibt bereits seit 5 Generationen auf der Insel Landwirtschaft. 
Die Insel ist für Jugendcamps von Organisationen wie den Pfadfindern beliebt. Crusader camps (heute vom Bibellesebund organisiert) begannen bereits 1932 und hatten 2007 ihr 75-jähriges Jubiläum.
Die Insel beherbergt Neuseelands einzige verwilderte Eselrasse, den "Ponui donkey" sowie Neuseelands Nationalvogel, den Kiwi.
Die Esel stammen von drei in den 1880ern ausgesetzten Exemplaren ab. Eine von dieser Herde abstammende Eselrasse wird auch als New Zealand donkey (Neuseeland-Esel) bezeichnet und gilt als klein, zäh und folgsam.
Auf der Insel gibt es eine Quelle, die das Ende eines auf der Coromandel Peninsula beginnenden Aquifers ist.
Auf der Nordspitze der Insel gibt es eine kleine Windfarm.